# Hay (Schiff, 1907)
Die Hay war ein Artillerieschulboot und Tender der Kaiserlichen Marine und der Reichsmarine. Sie war das dritte Schiff dieses Namens in der deutschen Marine, nach den beiden Kanonenbooten Hay von 1860 und Hay von 1881.

## Bau und technische Daten
Das Schiff lief am 7. August 1907 bei der Seebeck-Werft in Geestemünde unter der Baunummer 262 vom Stapel. Es war 42,9 m lang und 8,3 m breit, hatte 3,0 m Tiefgang und verdrängte 640 Tonnen. Die Höchstgeschwindigkeit lag bei 12 Knoten. Die Besatzung zählte etwa 55 Mann. Das Schiff war ursprünglich mit zwei 10,5-cm-Schnellladekanonen und zwei 8,8-cm-Schnellladekanonen bewaffnet. Dies wurde jedoch im Laufe der Jahre mehrfach geändert, um den Erfordernissen der Schiffsartillerieausbildung Rechnung zu tragen.

## Geschichte
Das Schiff wurde am 10. Dezember 1907 bei der „Inspektion der Schiffsartillerie“ in Dienst gestellt. Es wurde zum Schleppen von Seezielscheiben, zur Sicherung des Schießgebiets, zur Versorgung der schießenden Schiffe und als Schulboot verwendet.
Beim Ausbruch des Ersten Weltkriegs im August 1914 wurde die Hay der Hafenflottille Jade-Weser zugeteilt, wo sie im Vorpostendienst eingesetzt wurde. 1918 war sie Führerboot der II. Halbflottille der Nordseevorpostenflottille.
Die Reichsmarine stellte das Schiff am 21. April 1922 wieder als Artillerietender bei der Schiffsartillerieschule (SAS) in Kiel-Wik in Dienst. Es wurde am 4. Oktober 1932 ausgemustert und zum Abwracken verkauft.

## Kommandanten (Auswahl)
- Vom 21. April 1921 bis Januar 1923: OLtzS Joachim Plath
- Vom 15. März 1923 bis zum 28. September 1924: OLtzS Siegfried Sorge.
- Mit Unterbrechungen von September 1929 bis September 1931: OLtzS Hans Ibbeken.